# Gerardo Reyero
Gerardo Reyero Muñoz (Puebla, 2 de octubre de 1965), más conocido como Gerardo Reyero o Jerry Reyero, es un actor de doblaje mexicano. Conocido como la voz oficial de Freezer en Dragon Ball Z y Dragon Ball Super Su especialidad son los hombres mayores serios y los villanos, aunque ocasionalmente también interpreta papeles más ligeros.

## Biografía
Nació en Puebla, en una familia numerosa y de bajos recursos. Ingresó a la actuación desde los clubes de teatro de preparatoria.
Obtuvo el papel de Freezer para la traducción en Hispanoamérica a través de las directora de doblaje Gloria Rocha en el año 1992.

## Filmografía
- Longinus - Far Cry 4 (2014)
- Houston - SolarBalls (2022)
- Beyblade: Metal Masters - Dr Zigurat (Jefe Final) (2013)
- Narrador FBI (Multiplayer) en Call of Duty: Black Ops II (VG) (2012)
- Voces adicionales en Halo 4 (VG) (2012)
- Stump Smash y Tree Rex en Skylanders: Giants (VG) (2012)
- Stump Smash en Skylanders: Spyro's Adventure (VG) (2011)
- Tom Popper en Los pingüinos de papá (2011)
- Logan en Fable III (VG) (2010)
- Sargento Johnson en Halo: Reach (VG) (2010)
- Voces de ángeles y arcángeles en Darksiders (VG) (2010)
- Presentador en Night Springs, Maurice Horton, y Voces adicionales en Alan Wake (VG) (2010)
- Herbert Dumbrowski en T.U.F.F. Puppy (2010–2015)
- Sargento Johnson en  Halo 3 ODST (2009)
- Dog "Choke" L. McGraw y Voces adicionales en Fable II (2008) (VG)
- Bryan Mills en Busqueda Implacable (2008) (Liam Neeson)[6]
- Sargento Johnson en  Halo 3 (VG) (2007)
- Armand en La Leyenda del Zorro (2005)
- Senador Bail Organa en Star Wars-Episodio III: La Venganza de los Sith (2005)
- V en V de Vendetta (2005)
- Capitanazo en La Casa de los Dibujos (2004–2007)
- Aspirant André Matias en Elite Squad (2007)
- Rella's father en Cinderella Boy (2004–2005)
- Newscaster en Yu-Gi-Oh! La Película (2004)
- Dr. Ivan Krank en Teacher's Pet (2004)
- Vincent Volaju en Cowboy Bebop: La Película (2003)
- Might Guy en Naruto (2002)
- Daniel en Love Actually (2003) (Liam Neeson)
- Geordi La Forge en Viaje a las Estrellas: Némesis (2002)
- Minoru Fujii en Hajime no Ippo (2002)
- MetaKnight en Kirby: Right Back at Ya! (2002)
- Gustav en El Castillo de Cagliostro (2002)
- Senador Bail Organa en Star Wars-Episodio II: El Ataque de los Clones (2002)
- Ardeth Bay en La Momia Regresa
- Khalim en Yu-Gi-Oh! Duel Monsters (2001–2005)
- Belthazor en Charmed (2000–2006)
- Red Foreman en That 70s Show (2000–2006)
- Coach Don Hauser en The Sopranos (2000–2006)
- David Scatino en The Sopranos (2000–2006)
- Captain Hero en Drawn Together (2004-2007)
- Freezer en Dragon Ball GT (2000)
- Devimon en Digimon Adventure (1999–2000)
- Snowball en Animal Farm (1999)
- Ardeth Bay en La Momia (1999)
- Geordi La Forge en Viaje a las Estrellas: Insurrección (1998)
- Aaron en The Prince of Egypt (1998)
- Brock Lovett en Titanic (1997)
- Lieutenant Jackson Briggs aka Jaxx en Mortal Kombat Annihilation (1997)
- Geordi La Forge en Viaje a las Estrellas: Primer Contacto (1996)
- Benvolio en William Shakespeare's Romeo y Julieta (1996)
- Freezer en Dragon Ball Z (1997-1999)
- Mez en Dragon Ball Z (1997)
- Tao Pai Pai en Dragon Ball (1996)
- Nam en Dragon Ball (1996)
- Darien Chiba/Tuxedo Mask en Sailor Moon (1996–1999)
- Michael Collins en Michael Collins (1996) (Liam Neeson)
- Presidente Whitmore en Dia de la Independencia (1996)
- Daitetsu Kunikida en Blue Seed (1996)
- Kocoum en Pocahontas (1995)
- Geordi La Forge en Viaje a las Estrellas: La Nueva Generación (1994)
- Mikado Sanzenin en Ranma ½: Big Trouble en Nekonron, China (1994)
- Gardok Odama en Zillion: Burning Night (1994)
- Mikado Sanzenin en Ranma ½ (1993–1997)
- Yuta en Mermaid's Scar (1993)
- Dr. Frasier Crane en Frasier (1993–2004)
- Dr. Brad Goodman en Los Simpson (temporada 5)
- Reverendo Alegría en Los Simpson (temporadas 7, 10–15, 32–presente)
- Jedediah Tucker Ward en Class Action (1990)
- Jerry Seinfeld en Seinfeld (1990–1998)
- Cíclope en Spider-Man (1994 animated series)
- Scott Summers en the X-Men: The Animated Series (1989–1992)
- Sgt. Johnny Gallagher en The Package (1989)
- Geordi La Forge en Viaje a las Estrellas: La Nueva Generación (1987–1994)
- Scilla Io y Canes Venatici Asterion en Los Caballeros del Zodíaco (1987)
- Detective Bill Vukovich en Terminator (1984)
- Han Solo en Star Wars Episode VI: Return of the Jedi (1983) (voiceover for Harrison Ford) (1997 redub)
- LeVar Burton en Reading Rainbow (1983–2006)
- Dr. Frasier Crane en Cheers (1982–1993)
- Han Solo en Star Wars Episode V: The Empire Strikes Back (1980)
- Reverend Frank Cross en La Aventura del Poseidón (1979)
- Benjamin Franklin "Hawkeye" Pierce en M*A*S*H (film) (1978)
- Han Solo en Star Wars Episode IV: A New Hope (1977)
- Jimmy "Popeye" Doyle en La Conexión Francesa (1977)
- Jimmy Cooper en The O.C. (2003)
- Ben Harmon en American Horror Story (2011)
- Thug en Implacable (2025) (Liam Neeson)
- Raiden (Mortal Kombat) en Mortal Kombat (2015–2019)